# Kansas City Chiefs 2009
La stagione 2009 dei Kansas City Chiefs è stata la 40ª nella National Football League e la 50ª complessiva.
La squadra veniva da una delle peggior stagioni della storia della franchigia, terminata con 2 sole vittorie. In questa annata, con il nuovo allenatore Todd Haley e il neo-acquisto come quarterback Matt Cassel fece poco meglio, terminando con un bilancio di 4-12. Per la prima volta dal 1978 i Chiefs non ebbero alcun convocato per il Pro Bowl.

## Roster
| Roster dei Kansas City Chiefs nel 2009 |
| --- |
| Quarterback - 7 Matt Cassel - 12 Brodie Croyle - 15 Matt Gutierrez Running Back - 46 Tim Castille FB - 25 Jamaal Charles - 42 Mike Cox FB - 40 Javarris Williams Wide Receiver - 82 Dwayne Bowe - 11 Chris Chambers - 10 Terrance Copper - 14 Quinten Lawrence - 17 Lance Long KR - 80 Bobby Wade PR Tight End - 85 Jake O'Connell - 45 Leonard Pope - 89 Sean Ryan Offensive Linemen - 76 Branden Albert T - 62 Andy Alleman G - 66 Darryl Harris G - 60 Ikechuku Ndukwe T - 64 Rudy Niswanger C - 75 Ryan O'Callaghan T - 67 Barry Richardson T - 74 Wade Smith G/C - 54 Brian Waters G Defensive Linemen - 72 Glenn Dorsey DE - 95 Ron Edwards NT - 70 Dion Gales DE - 92 Wallace Gilberry DE - 94 Tyson Jackson DE - 69 Derek Lokey NT - 71 Alex Magee DE Linebacker - 59 Jovan Belcher ILB - 91 Tamba Hali OLB - 52 David Herron ILB - 56 Derrick Johnson ILB - 51 Corey Mays ILB - 96 Andy Studebaker OLB - 50 Mike Vrabel OLB - 97 Pierre Walters OLB - 53 Demorrio Williams ILB Defensive Back - 30 Mike Brown SS - 39 Brandon Carr CB - 34 Travis Daniels CB - 24 Brandon Flowers CB - 48 Reshard Langford SS - 47 Jon McGraw FS - 35 Ricky Price FS - 23 Mike Richardson CB - 20 Donald Washington CB Special Team - 2 Dustin Colquitt P - 43 Thomas Gafford LS - 6 Ryan Succop K Lista delle riserve - 26 Jackie Battle RB (IR) - 61 Colin Brown G (IR) - 87 Brad Cottam TE (IR) - 57 Weston Dacus ILB (IR) - 81 Devard Darling WR (IR) - 79 Mike Goff G (IR) - 31 Maurice Leggett CB (IR) - 38 DaJuan Morgan S (IR) - 44 Jarrad Page FS (IR) - 55 Justin Rogers ILB (IR) - 29 Dantrell Savage RB (IR) - 21 Kolby Smith RB (IR) Squadra di allenamento - 22 Jackie Bates CB - 65 Bobby Greenwood DE - 32 Kestahn Moore RB - 13 Logan Payne WR - 77 Jermail Porter OT - 84 Chandler Williams WR |
| Legenda - I rookie sono in corsivo. - Il primo ruolo è il principale mentre gli eventuali successivi indicano i ruoli secondari. - (IR) sta per Injured Reserve ed indica la lista ristretta per un solo giocatore infortunato che può tornare ad allenarsi dopo la settimana 6 e a rientrare in prima squadra dopo che questa ha giocato 8 partite. - (NF-Inj.) / (NF-Ill.) stanno rispettivamente per Non-Football Injured e Non-Football Illness ed indicano le liste dove viene inserito un giocatore che ha un infortunio o una malattia non dipendente dal football americano. - (PUP) sta per Physically Unable to Perform ed indica la lista dove viene inserito un giocatore mentre è in attesa di recuperare la condizione fisica. Nella stagione regolare dopo la sesta partita giocata dalla propria squadra, il giocatore ha tempo tre settimane per riprendere ad allenarsi, più tre settimane aggiuntive dal suo rientro agli allenamenti per rientrare in prima squadra. |

## Calendario
| Stagione regolare |                    |                         |                    |                    |                                 |                                                       |                    |                    |                    |
| Turno             | Data               | Avversario              | Risultato          | Record             | Stadio                          | Sintesi                                               |                    |                    |                    |
| 1                 | 13 settembre       | at Baltimore Ravens     | S 24–38            | 0–1                | M&T Bank Stadium                | Recap                                                 |                    |                    |                    |
| 2                 | 20 settembre       | Oakland Raiders         | S 10–13            | 0–2                | Arrowhead Stadium               | Recap                                                 |                    |                    |                    |
| 3                 | 27 settembre       | at Philadelphia Eagles  | S 14–34            | 0–3                | Lincoln Financial Field         | Recap Archiviato il 3 marzo 2016 in Internet Archive. |                    |                    |                    |
| 4                 | 4 ottobre          | New York Giants         | S 16–27            | 0–4                | Arrowhead Stadium               | Recap                                                 |                    |                    |                    |
| 5                 | 11 ottobre         | Dallas Cowboys          | S 20–26 (dts)      | 0–5                | Arrowhead Stadium               | Recap                                                 |                    |                    |                    |
| 6                 | 18 ottobre         | at Washington Redskins  | V 14–6             | 1–5                | FedExField                      | Recap                                                 |                    |                    |                    |
| 7                 | 25 ottobre         | San Diego Chargers      | S 7–37             | 1–6                | Arrowhead Stadium               | Recap                                                 |                    |                    |                    |
| 8                 | Settimana di pausa | Settimana di pausa      | Settimana di pausa | Settimana di pausa | Settimana di pausa              | Settimana di pausa                                    | Settimana di pausa | Settimana di pausa | Settimana di pausa |
| 9                 | 8 novembre         | at Jacksonville Jaguars | S 21–24            | 1–7                | Jacksonville Municipal Stadium  | Recap                                                 |                    |                    |                    |
| 10                | 15 novembre        | at Oakland Raiders      | V 16–10            | 2–7                | Oakland–Alameda County Coliseum | Recap                                                 |                    |                    |                    |
| 11                | 22 novembre        | Pittsburgh Steelers     | V 27–24 (dts)      | 3–7                | Arrowhead Stadium               | Recap                                                 |                    |                    |                    |
| 12                | 29 novembre        | at San Diego Chargers   | S 14–43            | 3–8                | Qualcomm Stadium                | Recap                                                 |                    |                    |                    |
| 13                | 6 dicembre         | Denver Broncos          | S 13–44            | 3–9                | Arrowhead Stadium               | Recap                                                 |                    |                    |                    |
| 14                | 13 dicembre        | Buffalo Bills           | S 10–16            | 3–10               | Arrowhead Stadium               | Recap                                                 |                    |                    |                    |
| 15                | 20 dicembre        | Cleveland Browns        | S 34–41            | 3–11               | Arrowhead Stadium               | Recap                                                 |                    |                    |                    |
| 16                | 27 dicembre        | at Cincinnati Bengals   | S 10–17            | 3–12               | Paul Brown Stadium              | Recap                                                 |                    |                    |                    |
| 17                | 3 gennaio          | at Denver Broncos       | V 44–24            | 4–12               | Invesco Field at Mile High      | Recap                                                 |                    |                    |                    |

## Classifiche
| AFC West               |    |    |   |      |     |      |     |     |     |
|                        | V  | S  | P | %    | DIV | CONF | PF  | PS  | STR |
| (2) San Diego Chargers | 13 | 3  | 0 | .813 | 5–1 | 9–3  | 454 | 320 | V11 |
| Denver Broncos         | 8  | 8  | 0 | .500 | 3–3 | 6–6  | 326 | 324 | S4  |
| Oakland Raiders        | 5  | 11 | 0 | .313 | 2–4 | 4–8  | 197 | 379 | S2  |
| Kansas City Chiefs     | 4  | 12 | 0 | .250 | 2–4 | 3–9  | 294 | 424 | V1  |